# Пантелеймон (Луговий)
Митрополит Уманський і Звенигородський Пантелеймон (в миру Михайло Васильович Луговий; 11 травня 1967) — єпископ, архієрей УПЦ МП.

## Біографія
Народився в селі Копанки Калуського району Івано-Франківської області в родині робітників.
У 1984 році закінчив середню школу № 3 міста Калуша та вступив до Івано-Франківського державного педагогічного інституту на педагогічний факультет.
1985-1987- служив у радянській армії, продовжив навчання в інституті. Протягом 1989—1990 років, будучи студентом останнього курсу, ніс послух у Спасо-Преображенському Гошівському чоловічому монастирі Івано-Франківської єпархії.
У 1990 році закінчив інститут і вступив до Київської духовної семінарії, а 1993 — до духовної академії. В 1996 році на кафедрі історії Православ'я на Русі захистив дисертацію «Церковні братства України й Білорусі як оплот Православ'я», здобувши ступінь кандидата богослов'я.
Із серпня 1996 року призначений викладачем і старшим помічником інспектора КДАіС.
21 вересня 1996 року єпископом Криворізьким і Нікопольським Єфремом (Кицаєм) висвячений у сан диякона.
9 листопада 1996 року митрополитом Володимиром висвячений у сан священика.
20 березня 1997 року проректором Київської духовної академії архімандритом (архієпископом Білоцерківським і Богуславським) Митрофаном (Юрчуком) пострижений у чернецтво з ім'ям Пантелеймон (на честь святого великомученика й цілителя Пантелеймона).
До дня світлого Христового Воскресіння, у 1997 році, Блаженнішим Митрополитом Володимиром нагороджений наперсним хрестом, а 9 липня 1997 — возведений у сан ігумена.
З 1 серпня 1997 по 29 серпня 2004 — секретар Вченої Ради Київської духовної академії.
До дня світлого Христового Воскресіння, 1998, нагороджений хрестом із прикрасами, а через рік возведений у сан архімандрита.
29 травня 2000 року призначений на посаду доцента кафедри загальноцерковної історії Київської духовної академії. З травня 2001 по вересень 2005 — завідувач кафедрою загальноцерковної історії КДА.
З вересня 2005 — клірик Свято-Пантелеймонівського жіночого монастиря у Феофанії (Київ).
8 червня 2000 року нагороджений медаллю Різдва Христового I ступеня. 9 листопада 2001 до 300-річчя Київської духовної академії Блаженнішим Митрополитом Володимиром удостоєний ордена преподобного Нестора Літописця.
З вересня 2005 — викладач і доцент кафедри філософії, політології та права Київського славістичного університету.
18 жовтня 2007 року рішенням синоду РПЦвУ архімандрит Пантелеймон призначений єпископом Івано-Франківським і Коломийським. Цього ж дня у предстоятельській резиденції митрополита Володимира в Києво-Печерській Лаврі відбулося його наречення в єпископа. Наступного дня, 19 жовтня, у Трапезному храмі в ім'я преподобних Антонія і Феодосія Печерських відбулася архієрейська хіротонія єпископа Івано-Франківського і Коломийського Пантелеймона, яку очолив Предстоятель РЦПвУ, Митрополит Володимир.
28 серпня 2014 року возведений у сан архієпископа.
Згідно з рішенням синоду РПЦвУ від 23 грудня 2014 року (Журнал № 98) був звільнений від управління Івано-Франківською єпархією та призначений на Шепетівську кафедру.
Згідно з рішенням синоду РПЦвУ від 29 січня 2016 року (Журнал № 9) був звільнений від управління Шепетівською єпархією та призначений на Уманську кафедру.
17 серпня 2018 року возведений у сан митрополита.